# Rupert Carington (4e baron Carrington)
Rupert Clement George Carington (18 décembre 1852 - 11 novembre 1929), connu sous le nom de Rupert Carington, est un soldat britannique et homme politique du Parti libéral.

## Biographie
Carington est le troisième fils de Robert Carrington (2e baron Carrington), et de sa seconde épouse l'hon. Charlotte Augusta Annabella, fille de Peter Drummond-Burrell (22e baron Willoughby de Eresby) et de Lady Sarah Clementina Drummond. Charles Wynn-Carington, 1er marquis du Lincolnshire, et William Carington sont ses frères aînés.
Carington combat dans la guerre anglo-zouloue de 1879 en tant que lieutenant dans les Grenadier Guards. Il se porte de nouveau volontaire pour servir pendant la seconde guerre des Boers, où il est commandant du 3e New South Wales Imperial Bushmen. Pour son service dans la guerre, il est nommé à l'Ordre du service distingué (DSO) en 1902.
Entre 1880 et 1885, il siège comme député du Buckinghamshire . Il est nommé lieutenant adjoint du Buckinghamshire en 1887. En 1928, il devient quatrième baron Carrington à la mort de son frère aîné le marquis de Lincolnshire.
Carrington épouse Edith Horsefall, fille de John Horsefall et Mary Maiden, en 1891. Elle est décédée en 1908. Carrington lui survit 21 ans et meurt en novembre 1929, à l'âge de 76 ans. Il est remplacé dans ses titres par son fils Rupert Carington (5e baron Carrington). L'ancien ministre des Affaires étrangères Peter Carington, 6e baron Carrington, est son petit-fils.